# تاكيشي ياماناكا
تاكيشي ياماناكا (باليابانية: 山中武司؛ بالكانا: やまなか たけし) هو لاعب هوكي الجليد ياباني، ولد في 30 يناير 1971 في توماكوماي في اليابان.

## وصلات خارجية
- تاكيشي ياماناكا على موقع EliteProspects.com (الإنجليزية)
- تاكيشي ياماناكا على موقع أوليمبيديا (الإنجليزية)